# Ilie Nozdrin
Schiarhimandritul Ilie Nozdrin (născut Alexei Afanasevici Nozdrin, în rusă Алексей Афанасьевич Ноздрин; n. 8 martie 1932, Q18401734⁠(d), Orlovsky District⁠(d), RSFS Rusă, URSS – d. 15 martie 2025, Optina Pustîn, Regiunea Kaluga, Rusia) a fost un duhovnic ortodox al Bisericii Ortodoxe Ruse, făcînd parte din obștea renumitei mănăstiri Optina. Shiarhim. Ilie Nozdrin a fost și duhovnicul Patriarhului Kiril al Moscovei și al Întregii Rusii.
După ce și-a satisfăcut serviciul militar, a studiat la Colegiul tehnic de mecanică din Serpukhovo (între 1955–1958).
Imediat după absolvirea colegiului, a fost repartizat în orașul Kamișin, din regiunea Volgograd, pentru a lucra la construcția combinatului de producție a bumbacului. A fost admis apoi la Seminarul din Saratov și, după închiderea acestuia, și-a continuat studiile la Seminarul din Sankt-Petersburg.
Tot la Sankt-Petersburg a decis să intre în monahism, primind numele de Ilie.
Timp de zece ani Părintele Ilie Nozdrin s-a nevoit la Mănăstirea Peșterilor din Pskov (Pskovo-Peciorskii). Apoi, în primăvara anului 1978, s-a mutat la Mănăstirea Sf. Pantelimon de la Sfântul Munte Athos.
În 1989 Părintele Ilie a revenit în Rusia și a fost primit în obștea Mănăstirii Optina, care tocmai începea să se refacă. Aici a fost tuns în schima mare, primind numele de Ilie. Schiarhimandritul Ilie Nozdrin s-a nevoit, în perioada târzie a vieții, la Peredelkino, în cadrul mănăstirii din localitate.